# Oreste Chinol
Oreste Chinol (Treviso, 21 dicembre 1914 – ...) è stato un calciatore italiano, di ruolo difensore.

## Carriera
Proveniente dal Venezia, gioca con il Padova cinque stagioni dal 1938 al 1944, collezionando 134 presenze tra Serie B e il Campionato Alta Italia 1944. Debutta il 2 ottobre 1938 in Padova-Salernitana (2-0). L'ultima apparizione riguarda un Padova-Rovigo (1-0) del 16 aprile 1944. Milita anche nel Ferrara, per una stagione.